# Rhadinella anachoreta
Rhadinella anachoreta är en ormart som beskrevs av Smith och Campbell 1994. Rhadinella anachoreta ingår i släktet Rhadinella och familjen snokar. Inga underarter finns listade i Catalogue of Life.
Arten förekommer i Guatemala och Honduras. Honor lägger ägg.